# Helfrantzkirch
 Helfrantzkirch (en alsacià Halfrànzchílech) és un municipi francès, situat a la regió del Gran Est, al departament de l'Alt Rin. L'any 2005 tenia 794 habitants.

## Demografia
| 1962 | 1968 | 1975 | 1982 | 1990 | 1999 |
| ---- | ---- | ---- | ---- | ---- | ---- |
| 529  | 541  | 538  | 588  | 685  | 760  |

## Administració
| Període | Identitat      | Partit |
| ------- | -------------- | ------ |
| 2001-   | Yves Tschamber |        |

## Agermanaments
- Hontans